# Grupo Pefaco
Grupo Pefaco est une société holding de droit espagnol dont le siège est basé à Barcelone. Grupo Pefaco est créée en 1995 par Francis Perez et Olivier Cauro, respectivement président et directeur général.
Leader dans le secteur des loisirs, des jeux et de l'hôtellerie en Afrique de l'Ouest, le groupe est régulièrement mis en cause pour son opacité.

## Histoire
Francis Perez fonde Grupo Pefaco en 1995 à Barcelone,,,,, avec Olivier Cauro. Pefaco est une dénomination correspondant aux initiales des trois associés : Francis Perez, Alain Ferrand et Olivier Cauro.
En 1998, Pefaco rachète des machines à sous au Brésil pour 38 millions de dollars,,.

### Lydia Ludic
Le Groupe Pefaco, à travers sa marque commerciale Lydia Ludic, exploite plus de 20 000 machines à sous dans différents pays où elle est implantée : au Togo en 1997, au Bénin en 1999, au Burundi en 2001, au Burkina Faso en 2002, au Niger en 2004, Paraguay en 2007, Rwanda en 2015, Portugal en 2016, Mozambique en 2017, Niger, Côte d'Ivoire et Nigeria en 2018 et Liberia en 2021,,.

### Pefaco Hôtels

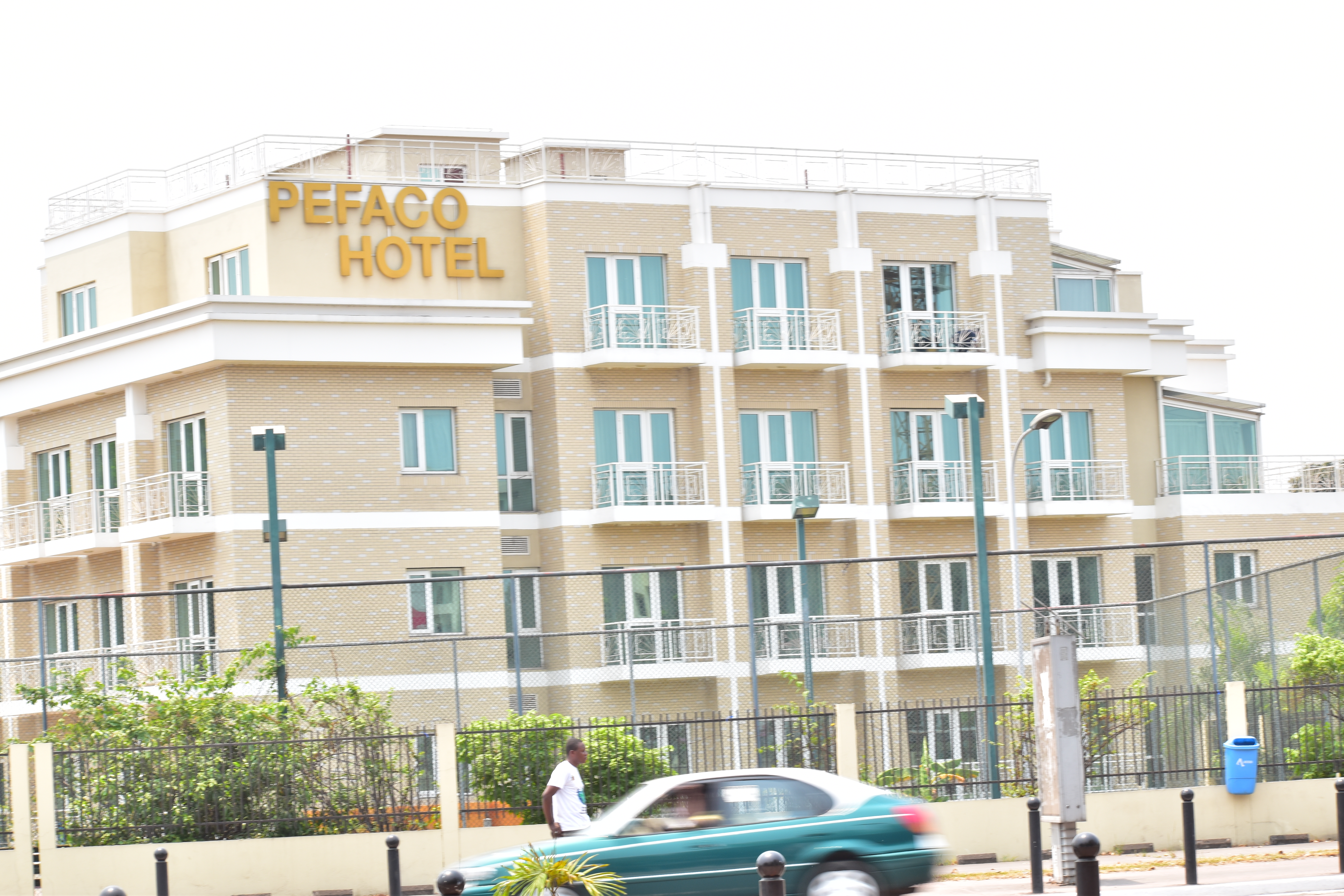

En 2009, création de Pefaco Hôtels, branche hôtelière du groupe. Alain Ferrand en devient le président directeur général,.
En 2010, pose de la première pierre du nouveau complexe hôtelier Pefaco Hôtel Prestige Lomé au Togo. En janvier 2022, 12 ans plus tard et après 4 millions € d'investissement, l'hôtel toujours en chantier est saisi par la justice. Le 28 janvier 2022, après 9 ans d'activités, l’hôtel Alima Palace, situé à Oyo, dans le village natal du Président congolais Denis Sassou-Nguesso, inauguré en mars 2013, accumule les dettes et affiche en décembre 2021 un taux d'occupation de zéro, 116 suites totalement vide. L'hôtel est déclaré en faillite.

### B.P.E.C
Grupo Pefaco achète en 2012 40 % de la Banque Populaire pour l'Épargne et le Crédit (BPEC), à la suite du refus de la commission bancaire de l'Union monétaire ouest-africaine (UMOA) d’accorder un agrément, Pefaco à travers sa filiale COFIP Finances Togo cède en avril 2016 la participation qu'elle détenait,,.

### Club de football
À travers sa filiale Lydia Lydic, Grupo Pefaco est propriétaire également du Lydia Ludic Burundi Académic, club qui évolue en ligue A du championnat du Burundi de football.

### Introductions en bourse

#### Bourse de Maurice
Pefaco West Africa, filiale africaine du groupe espagnol Pefaco spécialisée dans les jeux et la loterie, cherche à lever 31 millions € à la bourse de Mauricepour financer son développement, dont 16 millions € en dette, sous forme d’obligations convertibles, et 15 millions € en capital. Post-levée de fonds, la société est valorisée 60 millions €,,.

#### Bourse de Malte
En juin 2014, Grupo Pefaco fait son entrée à la bourse de Malte,,,.
Le 24 novembre 2015, Pefaco annonce la vente d’actions auprès d’un groupe d’investisseurs institutionnels dirigé par la société Genesis PFC qui est la filiale du groupe d’investissement sud-africain Genesis Capital Partners. Les actions ont été placées en bourse pour la somme de 15 millions €. Les nouveaux investisseurs conduits par Genesis détiennent désormais 30 % des actions de la société Pefaco International qui est évaluée à 50 millions €,,.

## Paradise Papers
Le 5 novembre 2017, les Paradise Papers sont révélés par le Consortium international des journalistes d'investigation (ICIJ) et Grupo Pefaco fait partie de cette liste en détenant depuis 2014 une société offshore maltaise, PEFACO INTERNATIONAL P.L.C..